# Guradog
Guradog is een bestuurslaag in het regentschap Lebak van de provincie Banten, Indonesië. Guradog telt 3707 inwoners (volkstelling 2010).